# Palmarés do Sporting Clube de Portugal
A lista abaixo contém os títulos da história do Sporting Clube de Portugal nas suas principais modalidades.

## Futebol

### Sénior Masculino
Dados estabelecidos segundo o website oficial do Sporting - Última atualização: 26 de maio de 2019
- Títulos Internacionais
  -  Taça das Taças (1)
    - 1964

  - Troféu Triangular de Caracas (1)
    - 1981

  - Taça Intertoto (pré-UEFA) (1)
    - 1968

  - Taça Peninsular Teleweb/ Taça Ibérica (1)
    - 2000

- Títulos Nacionais (Ano da vitória do título correspondente à temporada)
  -  Campeonato Nacional de Futebol (21)  
    - 1941, 1944, 1947, 1948, 1949, 1951, 1952, 1953, 1954, 1958, 1962, 1966, 1970, 1974, 1980, 1982, 2000, 2002, 2021, 2024,2025

  -  Taça de Portugal (18)
    - 1941, 1945, 1946, 1948, 1954, 1963, 1971, 1973, 1974, 1978, 1982, 1995, 2002, 2007, 2008, 2015, 2019, 2025

  -  Supertaça Cândido de Oliveira (9)
    - 1982, 1987, 1995, 2000, 2002, 2007, 2008, 2015, 2021

  -  Campeonato de Portugal (4)
    - 1923, 1934, 1936, 1938

  -  Taça da Liga (4)
    - 2018, 2019, 2021, 2022

  - Taça Império (1)
    - 1944

  - Taça Monumental "O Século" (2)
    - 1948, 1953

- Títulos Regionais (Ano da vitória do título correspondente à temporada)
  - Campeonato de Lisboa (18)
    - 1915, 1919, 1922, 1923, 1925, 1928, 1931, 1934, 1935, 1936, 1937, 1938, 1939, 1941, 1942, 1943, 1945, 1947

  - Taça de Honra (13)
    - 1915, 1916, 1917, 1948, 1962, 1964, 1966, 1971, 1985, 1991, 1992, 2014, 2015

  - Campeonato de reservas (16)
    - 1934/35, 1937/38, 1939/40, 1941/42, 1958/59, 1959/60, 1960/61, 1961/62, 1963/64, 1966/67, 1967/68, 1968/69, 1973/74, 1983/84, 1984/85 e 1985/86

  - Campeonatos da 2ª Categoria (3)
    - 1934/35, 1940/41 e 1945/46

  - Campeonatos da 3ª Categoria (2)
    - 1923/24 e 1930/31

  - Campeonatos da 4ª Categoria (2)
    - 1911/12 e 1912/13

  - Taça Mutilados de Guerra (1)
    - 1917/18 (Provisório)

  - Taça Lisboa (1)
    - 1930/31

  - Taça Ribeiro Ferreira (1)
    - 1953/54

- Títulos Próprios
  - Troféu Cinco Violinos (9)
    - 2012, 2013, 2014, 2015, 2016, 2017, 2021, 2023, 2024

  - Taça Visconde Alvalade (2)
    - 1912/13, 1913/14

  - Taça Holtremman (4ºgrupo) (1)
    - 1908/09

- Títulos não oficiais
  - Torneio Internacional do Guadiana (3)
    - 2005, 2006, 2008

  - Trófeu Bodas de Ouro Athletic Bilbao (1)
    - 1948

  - Troféu Teresa Herrera (1)
    - 1961

  - Trófeu Ibérico Badajoz (2)
    - 1967, 1970

  - Torneio Internacional de Lourenço Marques (1)
    - 1969

  - Taça Cidade de Luanda (1)
    - 1969

  - Trófeu Montilla Morilles (1)
    - 1969

  - Torneio Cidade S. Sebastian (2)
    - 1970, 1991

  - Torneio Internacional de Atenas (1)
    - 1974

  - Trófeu Joaquim Agostinho (1)
    - 1985

  - Torneio de Newcastle (2)
    - 1992, 2004

  - Trófeu Reebok (1)
    - 1999

  - Trófeu Teleweb (1)
    - 2000

  - Troféu Cidade de Vigo (1)
    - 2001

  - Taça Amizade (1)
    - 2005

  - Troféu Colombino (1)
    - 2006

  - Troféu Cidade de Nova York (1)
    - 2010

  - Cape Town Cup (1)
    - 2015

  - Taça Angel Perez (1)
    - 1917/18

  - Taça Sociedade de Instrução Militar Preparatória (1)
    - 1921/22

  - Taça Federação Nacional de Tiro (1)
    - 1923/24

  - Taça Soares Júnior (1)
    - 1923/24

  - Taça Pátria (1)
    - 1923/24

  - Taça Jorge Vieira (2ª categoria) (1)
    - 1924/25

  - Taça Município de Chaves (1)
    - 1925/26

  - Taça Benfica Sporting (2)
    - 1925/26 e 1928/29

  - Taça Estremoz (1)
    - 1926/27

  - Taça Beneficência (1)
    - 1926/27

  - Taça António Pinho (1)
    - 1927/28

  - Taça Caridade (1)
    - 1928/29

  - Taça sanatório de cutão (1)
    - 1930/31

  - Taça Pepe (1)
    - 1934/35

  - Torneio Triangular (1)
    - 1935/36 e 1937/38

  - Taça Oliveira Duarte (1)
    - 1935/36

  - Torneio dos 4 Melhores (1)
    - 1941/42

  - Taça Francisco Albino (1)
    - 1944/45

  - Taça Francisco Vital (1)
    - 1949/50

  - Taça Cidade de Silves (1)
    - 1949/50

  - Taça Maia Loureiro (1)
    - 1951/52

  - Torneio de preparação (3)
    - 1932/33, 1938/39 e 1949/50

  - Taça Carlos Sobral (2)
    - 1929/30 e 1944/45

  - Taça Presidente da CML (1)
    - 1952/53

  - Taça Clipper (1)
    - 1952/53

  - Taça Buenos Aires (1)
    - 1953/54

  -  Taça Ribeiro Ferreira(Aspirantes) (1)
    - 1953/54

  - Taça Cosme Damião (1)
    - 1917/18

  - Taça Estádio  (2)
    - 1944 e 1937/38

  - Taça Amadora (2)
    - 1915/16 e 1916/17

  - Taça Adeodato de Carvalho (Reservas) (1)
    - 1954/55

  - Taça Ricardo Ornelas (Reservas) (1)
    - 1955/56

  - Taça Índia (1)
    - 1955/56

  - Taça Amizade (1)
    - 1956/57

  - Taça Cândido de Oliveira (1)
    - 1958/59

  - Taça dos Campeões (1)
    - 1958/59

  - Taça Aniversario do Belenenses (1)
    - 1960/61

  - Taça Presidente da República (1)
    - 1960/61

  -  Jogos olímpicos nacionais  (1)
    - 1913/14

### Sénior Feminino
Dados estabelecidos segundo o website oficial do Sporting - Última atualização: junho de 2024
- Títulos Nacionais
  -  Campeonato Nacional (2)
    - 2016/17, 2017/18

  -  Taça de Portugal (3)
    - 2016/17, 2017/18, 2021/22

  -  Supertaça (2)
    - 2017, 2021, 2021
- Títulos Regionais
  - Torneio de Abertura da AF Lisboa (1)
    - 1992/93

### Formação Masculina
- Campeonato Nacional de Juniores (17)
  - 1939, 1946, 1948, 1956, 1961, 1965, 1974, 1983, 1992, 1996, 2005, 2006, 2008, 2009, 2010, 2012, 2017
- Campeonato Nacional de Juvenis (13)
  - 1963, 1965, 1976, 1984, 1987, 1994, 1999, 2004, 2005, 2006, 2007, 2016, 2017
- Campeonato Nacional de Iniciados (12)
  - 1983, 1984, 1987, 1992, 1993, 1994, 2003, 2004, 2006, 2008, 2013, 2015
- Campeonato Nacional de Infantis (3)
  - 1992, 1995, 1997

### Formação Feminina
- Campeonato Nacional – Juniores (1)
  - 2016/17
- Taça Nacional  – Juniores (1)
  - 2016/17
- Campeonato Distrital – Juvenis (1)
  - 2016/17
- Taça Nacional – Juvenis (1)
  - 2016/17
- IberCup Barcelona – Juvenis (1)
  - 2017
- Torneio CascaisFoot – Sub-16 (1)
  - 2017

## Andebol
Dados estabelecidos segundo o website oficial do Sporting - Última atualização: 26 de maio de 2019

### Sénior Masculino
- Títulos Internacionais
  - Taça Challenge (2)
    - 2009–10 • 2016–17
- Títulos Nacionais
  - Campeonato Nacional (23)
    - 1951–52 • 1955–56 • 1960–61 • 1965–66 • 1966–67 • 1968–69 • 1969–70 • 1970–71 • 1971–72 • 1972–73 • 1977–78 • 1978–79 • 1979–80 • 1980–81 • 1983–84 • 1985–86 • 2000–01 • 2004–05* • 2005–06* • 2016–17 • 2017–18 • 2023-2024 • 2024-2025

  - Taça de Portugal (19)
    - 1971–72 • 1972–73 • 1974–75 • 1980–81 • 1982–83 • 1987–88 • 1988–89 • 1997–98 • 2000–01 • 2002–03 • 2003–04 • 2004–05 • 2011–12 • 2012–13 • 2013–14 • 2021-22 • 2022-23 • 2023-24 • 2024-25

  - Supertaça (5)
    - 1997–98 • 2001–02 • 2013–14 • 2022-2023 • 2023–24

## Atletismo
Dados estabelecidos segundo o website oficial do Sporting - Última atualização: 26 de maio de 2019
- Títulos Internacionais
  - Taça dos Clubes Campeões Europeus em Pista Masculinos (1)
    - 2000

  - Taça dos Clubes Campeões Europeus em Pista Femininos (1)
    - 2016

  - Taça dos Clubes Campeões Europeus em Pista (Grupo B) Masculinos (1)
    - 2003

  - Taça dos Clubes Campeões Europeus em Pista (Grupo B) Femininos (2)
    - 1997 • 2008

  - Taça dos Clubes Campeões Europeus de Corta-Mato Masculinos (14)
    - 1977 • 1979 • 1981 • 1982 • 1983 • 1984 • 1985 • 1986 • 1989 • 1990 • 1991 • 1992 • 1993 • 1994

  - Campeonato Europeu de Clubes de Corta Mato Individual Masculino (11)
    - 1977 - Carlos Lopes • 1981 - Fernando Mamede • 1982 - Carlos Lopes • 1983 - Fernando Mamede • 1985 - Carlos Lopes • 1989 - Domingos Castro • 1990 - Dionísio Castro • 1991 - Domingos Castro • 1992 - Domingos Castro • 1993 - Domingos Castro • 1994 - Domingos Castro

- Títulos Nacionais
  - Corta Mato
    - Campeonato Nacional de Crosse Masculinos (47)
      - 1912, 1928, 1930, 1931, 1935, 1941, 1942, 1943, 1948, 1949, 1950, 1952, 1959, 1960, 1961, 1962, 1963, 1965, 1966, 1967, 1968, 1969, 1970, 1971, 1972, 1973, 1974, 1976, 1977, 1978, 1979, 1980, 1982, 1983, 1984, 1985, 1986, 1987, 1988, 1989, 1991, 1993, 1995, 1997, 2016, 2017 e 2018

    - Campeonato Nacional de Crosse Femininos (6)
      - 1972, 1973, 1974, 2014, 2017 e 2018

    - Campeonato Nacional de Crosse Curto Masculinos (8)
      - 2000, 2001, 2002, 2003, 2009, 2010, 2011 e 2012

    - Campeonato Nacional de Crosse Curto Femininos (7)
      - 2000, 2012, 2013, 2014, 2015, 2016 e 2017

    - Campeonato Nacional de Crosse Juniores Masculinos (31)
      - 1934, 1935, 1936, 1937, 1938, 1941, 1943, 1944, 1947, 1948, 1950, 1951, 1954, 1955, 1960, 1970, 1971, 1973, 1976, 1977, 1978, 1979, 1986, 1993, 1994, 1995, 1996, 1997, 1998, 2000 e 2002

    - Campeonato Nacional de Crosse Juniores Femininos (2)
      - 1975 e 2017

    - Campeonato Nacional de Crosse Juvenis Masculinos (4)
      - 1973, 1974, 1988 e 1996

    - Campeonatos Nacionais de Crosse Principiantes Masculinos (9)
      - 1949, 1950, 1951, 1954, 1960, 1961,1962, 1963 e 1965

  - Individuais (Corta Mato)
    - Campeonato Nacionais de Crosse Individual, Masculino (50)
      - 1912 - Matias de Carvalho; 1923 - Albano Martins; 1928 - Manuel Dias; 1930 - Manuel Dias; 1931 - Manuel Dias; 1935 - Adelino Tavares; 1941 - Manuel Nogueira; 1942 - Aníbal Barão; 1943 - Alberto Ferreira; 1947 - Filipe Luís; 1948 - Filipe Luís; 1949 - Afonso Marques; 1950 - Álvaro Conde; 1951 - Filipe Luís; 1952 - Filipe Luís; 1955 - Manuel Faria; 1956 - Manuel Faria; 1957 - Manuel Faria; 1958 - Manuel Faria; 1959 - Manuel Faria; 1960 - Joaquim Ferreira; 1962 - Manuel de Oliveira; 1963 - Manuel Andrade Marques; 1964 - Manuel de Oliveira; 1965 - Manuel de Oliveira; 1967 - Manuel de Oliveira; 1968 - Manuel de Oliveira; 1970 - Carlos Lopes; 1971 - Carlos Lopes; 1972 - Carlos Lopes; 1973 - Carlos Lopes; 1974 - Carlos Lopes; 1976 - Carlos Lopes; 1977 - Carlos Lopes; 1978 - Carlos Lopes; 1979 - Fernando Mamede; 1980 - Fernando Mamede; 1981 - Fernando Mamede; 1982 - Carlos Lopes; 1983 - Fernando Mamede; 1984 - Carlos Lopes; 1985 - Fernando Mamede; 1986 - Fernando Mamede; 1987 - Dionísio Castro; 1990 - Domingos Castro; 1991 - Dionísio Castro; 1993 - Domingos Castro; 1994 - Domingos Castro; 1998 - Domingos Castro e 2014 - Manuel Damião

    - Campeonato Nacional de Crosse Individual, Feminino (3)
      - 1972 - Céu Lopes; 1973 - Filomena Vieira de Carvalho e 2017 - Jéssica Augusto

    - Campeonato Nacional de Crosse Curto Individual, Masculino (11)
      - 2000 - Rui Silva; 2001 - Rui Silva; 2002 - Rui Silva; 2003 - Rui Silva; 2008 - Mário Teixeira; 2009 - Rui Silva; 2010 - Rui Silva; 2011 - Rui Silva; 2012 - Rui Silva; 2013 - Rui Silva e 2014 - Manuel Damião

    - Campeonato Nacionais de Crosse Curto Individual, Feminino (5)
      - 2012 - Carla Salomé Rocha; 2013 - Carla Salomé Rocha; 2014 - Carla Salomé Rocha; 2016 - Daniela Cunha e 2017 - Daniela Cunha

    - Campeonato Nacional de Cross Individual Sub23 Masculinos (1)
      - 2017 - Miguel Marques

    - Campeonato Nacional de Crosse Curto Individual Sub-23 Masculino (2)
      - 2009 - Ricardo Mateus e 2010 - Ricardo Mateus

    - Campeonato Nacional de Crosse Curto Individual Sub-23 Feminino (2)
      - 2004 - Rita Simões e 2012 - Carla Salomé Rocha

    - Campeonato Nacionais de Crosse Individual Juniores Masculino (18)
      - 1937 - Amadeu Silva; 1939 - Afonso Henriques; 1941 - Salvador Antunes; 1942 - Alberto Ferreira; 1948 - Joaquim Quaresma; 1950 - Casimiro Lúcio; 1951 - Manuel Faria; 1955 - Dias Santos; 1958 - Armando Aldegalega; 1959 - Manuel Lopes; 1960 - Manuel de Oliveira; 1961 - Manuel de Oliveira; 1969 - José Diogo; 1973 - Carlos Cabral; 1977 - João Campos; 1993 - Mário Gamito; 2000 - Bruno Silva e 2002 - Carlos Silva

    - Campeonato Nacional de Crosse, Individual Juniores Feminino (1)
      - 1978 - Conceição Pereira

    - Campeonato Nacional de Crosse Individual Juvenis Masculino (3)
      - 1972 - António Ribeiro; 1985 - Rui Viegas e 2000 - Carlos Silva

  - Ar Livre
    - Campeonato Nacionais de Pista Masculinos (48)
      - 1941, 1943, 1945, 1946, 1947, 1948, 1950, 1956, 1957, 1958, 1959, 1960, 1961, 1962, 1963, 1964, 1965, 1966, 1968, 1969, 1970, 1971, 1972, 1973, 1974, 1975, 1976, 1977, 1978, 1979, 1981, 1985, 1987, 1988, 1995, 1997, 1998, 1999, 2000, 2002, 2003, 2004, 2005, 2006, 2007, 2008, 2009 e 2010

    - Campeonato Nacionais de Pista Femininos (48)
      - 1945, 1946, 1947, 1959, 1960, 1961, 1962, 1963, 1964, 1965, 1966, 1967, 1968, 1969, 1970, 1971, 1972, 1973, 1974, 1975, 1976, 1979, 1980, 1981, 1987, 1995, 1996, 1997, 1998, 1999, 2000, 2001, 2002, 2003, 2004, 2005, 2006, 2007, 2008, 2009, 2011, 2012, 2013, 2014, 2015, 2016, 2017 e 2018

    - Campeonato Nacional da 2.ª Divisão de Pista Masculinos (1)
      - 1984

    - Campeonato Nacional da 2.ª Divisão de Pista Femininos (1)
      - 1984

    - Taça de Portugal de Pista Masculinos (5)
      - 1997, 1998, 1999, 2000 e 2002

    - Taça de Portugal de Pista Femininos (6)
      - 1996, 1997, 1998, 1999, 2000 e 2002

    - Campeonato de Portugal Masculinos (12)
      - 1923, 1925, 1926 1927, 1928, 1929, 1930, 1931, 1932, 1935, 1936 e 1937

    - Campeonato de Portugal Femininos (1)
      - 1941

    - Campeonato Nacional de Sub-23 Masculinos (3)
      - 2001, 2003 e 2004

    - Campeonato Nacional de Sub-23 Femininos (2)
      - 2003 e 2012

    - Campeonato Nacionais de Pista Juniores Masculinos (23)
      - 1939, 1942, 1943, 1945, 1947, 1950, 1951, 1954, 1956, 1961, 1965, 1975, 1976, 1977, 1978, 1993, 1994, 1996, 1997, 1998, 1999, 2000 e 2002

    - Campeonato Nacional de Pista Juniores Femininos (11)
      - 1971, 1972, 1974, 1975, 1976, 1978, 1991, 1992, 1995, 1998 e 1999

    - Campeonato Nacional de Pista Juvenis Masculinos (5)
      - 1993, 1996, 1997, 2000 e 2015

    - Campeonato Nacional de Pista Juvenis Femininos (2)
      - 1994 e 1997

    - Campeonato Nacional de Pista Principiantes Masculinos (3)
      - 1954, 1961 e 1962

    - Campeonato de Portugal de Pista Juniores Masculinos (4)
      - 1930, 1932, 1934 e 1936

  - Individuais (Ar Livre)
    - Decatlo Nacional Masculinos (16)
      - 1950 - Eduardo Cunha; 1956 - José Cameira; 1957 - Fernando Marques; 1961 - Fernando Marques; 1964 - Tadeu de Freitas; 1965 - Tadeu de Freitas; 1966 - Tadeu de Freitas; 1967 - Tadeu de Freitas; 1969 - Tadeu de Freitas; 1970 - Vítor Silva; 1972 - Joaquim Raposo Borges; 1974 - José Carvalho; 1978 - Joaquim Carvalho; 1979 - José Sol; 1986 - Carlos Cunha; 1996 - Luís Herédio Costa)

    - Heptatlo Nacional Femininos (4)
      - 1983 - Conceição Alves; 1987 - Ana Morais; 1992 - Mónica Sousa; 1993 - Mónica Sousa)

    - Pentatlo Nacional Femininos (10)
      - 1963 - Eulália Mendes; 1964 - Lídia Faria; 1965 - Francelina Anacleto; 1966 - Lídia Faria; 1967 - Lídia Faria; 1968 - Lídia Faria; 1974 - Conceição Alves; 1975 - Conceição Alves; 1976 - Conceição Alves; 1980 - Conceição Alves)

  - Pista Coberta
    - Campeonato Nacional de Pista Coberta Masculinos (17)
      - 1996, 1997, 1998, 1999, 2000, 2001, 2002, 2003, 2004, 2005, 2006, 2007, 2008, 2009, 2010, 2011 e 2017

    - Campeonato Nacional de Pista Coberta Femininos (22)
      - 1995, 1996, 1997, 1998, 1999, 2000, 2001, 2002, 2003, 2004, 2005, 2006, 2007, 2008, 2009, 2011, 2012, 2013, 2014, 2015, 2016 e 2017

    - Campeonato Nacional de Pista Coberta Sub-23 Femininos (3)
      - 2013, 2015 e 2016

    - Campeonato Nacional de Pista Coberta Juniores Masculinos (2)
      - 1998 e 2000

    - Campeonato Nacional de Pista Coberta Juvenis Masculinos (1)
      - 2015

  - Estrada
    - Campeonato Nacional de Estrada Masculino (2)
      - 1990 e 2018

    - Campeonato Nacional de Estrada Feminino (2)
      - 2017 e 2018

  - Individuais (Estrada)
    - Campeonato Nacional de Estrada Individual Masculino (3)
      - 1990 - Dionísio Castro; 2016 - Rui Silva e 2017 - Hélio Gomes

    - Campeonato Nacional de Estrada Individual Feminino (2)
      - 2017 - Jéssica Augusto; 2018 - Inês Monteiro

    - Maratona Nacional (12)
      - 1913 - Armando Almeida; 1962 - Álvaro Conde; 1964 - Armando Aldegalega; 1966 - Armando Aldegalega; 1967 - Armando Aldegalega; 1968 - Armando Aldegalega; 1969 - Armando Aldegalega; 1971 - Armando Aldegalega; 1972 - Armando Aldegalega; 1973 - Armando Aldegalega; 1974 - Armando Aldegalega e 1980 - Armando Aldegalega

  - Outras
    - Estafeta Cascais-Lisboa Masculino (39)
      - 1935, 1942, 1946, 1947, 1948, 1949, 1950, 1951, 1952, 1961, 1962, 1963, 1964, 1967, 1968, 1969, 1970, 1971, 1972, 1973, 1974, 1976, 1977, 1978, 1979, 1980, 1981, 1984, 1985, 1986, 1987, 1988, 1989, 1990, 1992, 1993, 1994, 1996 e 1997

    - Estafeta Guincho-Algés, Masculino (3)
      - 1958, 1959 e 1960

    - Estafeta Cascais-Lisboa, Feminino (2)
      - 1992 e 1994

- Títulos Regionais
  - Corta Mato
    - Campeonato Regional de Crosse Masculinos (43)
      - 1912, 1923, 1928, 1929, 1930, 1935, 1936, 1942, 1949, 1950, 1951, 1952, 1954, 1958, 1959, 1960, 1961, 1962, 1963, 1965, 1966, 1967, 1968, 1969, 1970, 1971, 1972, 1973, 1974, 1975, 1976, 1978, 1979, 1980, 1982, 1983, 1985, 1986, 1993, 1994, 1995 1996 e 1997

    - Campeonato Regional de Crosse Femininos (9)
      - 1972, 1973, 1974, 1975, 1992, 1993, 1994, 1995 e 1997

    - Campeonato Regional de Crosse Curto Masculinos (1)
      - 2011

    - Campeonato Regional de Crosse Juniores Masculinos (19)
      - 1934, 1935, 1937, 1939, 1941, 1942, 1944, 1946, 1947, 1951, 1972, 1974, 1975, 1976, 1978, 1979, 1993, 1994 e 1995

    - Campeonato Regional de Crosse Juniores Femininos (4)
      - 1972, 1992, 1993 e 1996

    - Campeonato Regional de Crosse Juvenis Masculinos (5)
      - 1972, 1973, 1974, 1975 e 1978

    - Campeonato Regional de Crosse Juvenis Femininos (2)
      - 1973 e 1993

    - Campeonato Regionai de Crosse Iniciados Masculinos (2)
      - 1973 e 1974

    - Campeonato Regional de Crosse Iniciados Femininos (1)
      - 1972

    - Campeonatos Regionais de Crosse, Infantis Masculinos (2)
      - 1971 e 1972

    - Campeonato Regional de Crosse Infantis Femininos (1)
      - 1971

    - Campeonato Regional de Cross Principiantes Masculinos (1)
      - 1948

  - Pista
    - Campeonato de Lisboa de Pista Masculinos (4)
      - 1922, 1926 1927 e 1928

    - Campeonato Regional de Pista Masculinos (56)
      - 1929, 1930, 1931, 1932, 1933, 1934, 1936, 1937, 1938, 1941, 1942, 1945, 1946, 1947, 1948, 1949, 1950, 1956, 1957, 1958, 1959, 1960, 1961, 1962, 1963, 1964, 1965, 1966, 1968, 1970, 1971, 1972, 1973, 1975, 1977, 1978, 1979, 1993, 1994, 1995, 1996, 1997, 1998, 1999, 2000, ***2001, 2002, 2003, 2004, 2005, 2006, 2007, 2008, 2009, 2010 e 2011

    - Campeonato Regional de Pista Femininos (49)
      - 1938, 1939, 1940, 1941, 1942, 1943, 1945, 1948, 1959, 1960, 1961, 1962, 1963, 1964, 1965, 1966, 1967, 1968, 1969, 1970, 1971, 1972, 1973, 1974, 1975, 1976, 1977, 1980, 1981, 1993, 1996, 1997, 1998, 1999, 2000, 2001, 2002, 2003, 2004, 2005, 2006, 2007, 2008, 2009, 2010, 2011, 2012, 2013 e 2015

    - Campeonato Regional de Pista Sub23 Femininos (1)
      - 2015

    - Campeonato Regional de Pista Juniores Masculinos (26)
      - 1925, 1926, 1929, 1930, 1932, 1933, 1935, 1937, 1939, 1941, 1942, 1944, 1945, 1974, 1980, 1991, 1993, 1994, 1995, 1996, 1997, 1998, 1999, 2000, 2002 e 2003

    - Campeonato Regional de Pista Juniores Femininos (11)
      - 1974, 1980, 1991, 1993, 1997, 1998, 1999, 2002, 2003, 2004 e 2015

    - Campeonato Regional de Pista Juvenis Masculinos (3)
      - 1993, 1997 e 2014

    - Campeonato Regional de Pista Juvenis Femininos (4)
      - 1994, 1997, 1998 e 2000

    - Campeonato Regional de Pista Iniciados Masculinos (2)
      - 2012 e 2014

    - Campeonato Regional de Pista Iniciados Femininos (1)
      - 2012

    - Campeonato Regional de Pista Infantis Masculinos (3)
      - 2012, 2015 e 2016

    - Campeonato Regional de Pista Infantis Femininos (2)
      - 2012 e 2015

    - Campeonato Regional de Pista Principiantes Masculinos (3)
      - 1937, 1944 e 1945

    - Campeonato Regional de Pista Estreantes Masculinos (6)
      - 1933, 1934, 1935, 1939, 1944 e 1945

## Basquetebol
Dados estabelecidos segundo o website oficial do Sporting - Última atualização: 26 de maio de 2019

### Sénior Masculino
- Títulos Nacionais
  - 9 Campeonatos Nacionais
    - 1953-54 • 1955-56 • 1959-60 • 1968-69 • 1975-76 • 1977-78 • 1980-81 • 1981-82 • 2020-21

  - 8 Taças de Portugal
    - 1954-55 • 1974-75 • 1975-76 • 1977-78 • 1979-80 • 2019-20 • 2020-21 • 2021-22

  - 2 Campeonatos Metropolitanos
    - 1968-69 • 1970-71

  - 2 Campeonatos Nacionais de Seniores, 2ª Divisão
    - 1948-49 • 1985-86

  - 1 Campeonato Nacional de Seniores, 3ª Divisão
    - 1984-85
- Títulos Regionais
  - 14 Campeonatos Regionais de Lisboa
    - 1927-28 • 1955-56 • 1956-57 • 1957-58 • 1958-59 • 1961-62 • 1965-66 • 1966-67 • 1968-69 • 1969-70 • 1971-72 • 1975-76 • 1976-77 • 1979-80

  - 1 Taça de Honra da ABL
    - 1987-88

  - 1 Campeonato Regional de Lisboa, 2º escalão
    - 1945-46
- Títulos Regionais em categorias inferiores
  - 2 Campeonatos Regionais de Lisboa de Reservas
    - 1932-33 • 1936-37

  - 13 Campeonatos Regionais de Lisboa de 2ªs categorias
    - 1934-35 • 1947-48 • 1950-51 • 1954-55 • 1955-56 • 1956-57 • 1957-58 • 1958-59 • 1961-62 • 1962-63 • 1963-64 • 1964-65 • 1968-69

  - 9 Campeonatos Regionais de Lisboa de 3ªs categorias
    - 1935-36 • 1938-39 • 1939-40 • 1955-56 • 1956-57 • 1957-58 • 1958-59 • 1960-61 • 1961-62

  - 1 Campeonato Regional de Lisboa de 4ªs categorias
    - 1943-44

  - 1 Campeonato Regional de Lisboa de 3ªs categorias, 2º escalão
    - 1945-46

### Sénior Feminino
- Títulos Nacionais
  - 2 Campeonatos Nacionais de Seniores Femininos, 2.º escalão 
    - 1969-70 na 2.ª Divisão • 2014-15 na  1.ª Divisão

### Formação Masculina
- Títulos Nacionais
  - 3 Campeonatos Nacionais de Juniores
    - 1962-63 • 1966-67 • 1970-71

  - 3 Campeonatos Metropolitanos de Juniores 
    - 1962-63 • 1963-64 • 1966-67

  - 1 Campeonato Nacional de Infantis 
    - 1955-56
- Títulos Regionais
  - 11 Campeonatos Regionais de Lisboa de Juniores
    - 1955-56 • 1960-61 • 1962-63 • 1963-64 • 1964-65 • 1965-66 • 1966-67 • 1970-71 • 1977-78 • 1993-94 • 1994-95

  - 2 Campeonatos Regionais de Lisboa de Juvenis
    - 1965-66 • 1970-71

  - 1 Campeonato Regional de Lisboa de Cadetes
    - 1992-93

  - 4 Campeonatos Regionais de Lisboa de Iniciados
    - 1991-92 • 1992-93 • 1993-94 • 1994-95

  - 4 Campeonatos Regionais de Lisboa de Infantis
    - 1953-54 • 1955-56 • 1990-91 • 1993-94

## Futsal
Dados estabelecidos segundo o website oficial do Sporting - Última atualização: 26 de maio de 2019

### Sénior Masculino
- Títulos Internacionais
  -  Liga dos Campeões (2)
    - 2018–2019 • 2020-21
- Títulos Nacionais
  -  Campeonato Nacional (19) Record
    - 1990–91 • 1992–93 • 1993–94 • 1994–95 • 1998–99 • 2000–01 • 2003–04 • 2005–06 • 2009–10 • 2010–11 • 2012–13 • 2013–14 • 2015–16 • 2016–17 • 2017–18 • 2020-21 • 2021-22 • 2022-23 • 2023-24

  -  Taça de Portugal (10) Record
    - 2005–06 • 2007–08 • 2010–11 • 2012–13 • 2015–16 • 2017–18 • 2018–19 • 2019-20 • 2021-2022 • 2024-25

  -  Taça da Liga (6)
    - 2015–16 • 2016–17 • 2020-21 • 2021-22 • 2023-24 • 2024-25

  -  Supertaça (11) Record 
    - 2001 • 2004 • 2008 • 2010 • 2013 • 2014 • 2017 • 2018 • 2019 • 2021 • 2022
- Títulos Regionais
  -  Taça de Honra da AF Lisboa (4)
    - 2013–14 • 2015–16 • 2016–17 • 2017–18

  -  Campeonato da AF Lisboa (5)
    - 1985–86 • 1986–87 • 1987–88 • 1988–89 • 1989–90

  - Taça Comunicação Social (5)
    - 1986–87 • 1987–88 • 1988–89 • 1989–90 • 1991–92

### Sénior Feminino
- Taça Nacional (1)
  - 2014–15

### Formação Masculina
- Campeonato Nacional - Juniores (2)
  - 2014–15 • 2015–16
- Taça Nacional - Juniores (4)
  - 2009–10 • 2010–11 • 2011–12 • 2013–14
- Campeonato Distrital - Juniores  (16)
  - 1990–91 • 1991–92 • 1992–93 • 1993–94 • 1994–95 • 1995–96 • 1996–97 • 2000–01 • 2001–02 • 2003–04 • 2004–05 • 2008–09 • 2009–10 • 2010–11 • 2012–13 • 2013–14
- Campeonato Nacional - Juvenis (1)
  - 2016–17
- Taça Nacional - Juvenis (7)
  - 2001–02 • 2002–03 • 2005–06 • 2012–13 • 2013–14 •  2014–15 • 2015–16
- Campeonato Distrital - Juvenis (14)
  - 2000–01 • 2001–02 • 2002–03 • 2003–04 • 2004–05 • 2005–06 • 2007–08 • 2008–09 • 2009–10 • 2010–11 • 2011–12 • 2012–13 • 2013–14 • 2015–16
- Campeonato Distrital - Iniciados (5)
  - 2011–12 • 2012–13 • 2013–14 • 2014–15 • 2015–16

### Formação Feminina
- Taça Nacional - Juniores (1)
  - 2016–17
- Campeonato Distrital - Juvenis (14)
  - 2015–16 • 2016–17

## Hóquei em Patins
Dados estabelecidos segundo o website oficial do Sporting - Última atualização: 26 de maio de 2019

### Sénior Masculino
- Títulos Internacionais
  - Liga Europeia (3)
    - 1976–77 • 2018-19 • 2020-21 • 2023-24

  - Taças World Skate Europe (2)
    - 1983–84 • 2014–15

  - Taça dos Vencedores de Taças (3)
    - 1980–81 • 1984–85  • 1990–91

  - Taça Continental (2)
    - 2019 • 2021
- Títulos Nacionais
  - Campeonato Nacional (9)
    - 1938–39 • 1974–75 • 1975–76 • 1977–78 • 1981–82 • 1987–88 • 2017–18 • 2020-21

  - Taça de Portugal (4)
    - 1976–77 • 1977–78 • 1983–84 • 1989–90

  - Supertaça António Livramento (2)
    - 1983 • 2015

  - II Divisão (3)
    - 1969–70 • 2003–04 • 2011–12

  - III Divisão (2)
    - 1999–00 • 2010–11
- Outros
  - Elite Cup (2)  
    - 2016  • 2018

## Ténis de Mesa
Dados estabelecidos segundo o website oficial do Sporting - Última atualização: 26 de maio de 2019

### Sénior Masculino
- Campeonato Nacional (35)
  - 1946, 1947, 1952, 1955, 1956, 1957, 1961, 1966, 1967, 1970, 1980, 1981, 1985, 1986, 1987, 1988, 1989, 1990, 1991, 1992, 1993, 1994, 1995, 1998, 1999, 2001, 2002, 2003, 2007, 2008, 2009, 2012, 2016, 2017, 2018
- Taça de Portugal (31)
  - 1956, 1957, 1958, 1960, 1966, 1967, 1968, 1969, 1978, 1979, 1980, 1981, 1985, 1986, 1987, 1988, 1989, 1990, 1991, 1992, 1993, 1994, 1999, 2003, 2008, 2011, 2012, 2016, 2017, 2018, 2019
- Supertaça (12)
  - 1999, 2000, 2001, 2002, 2003, 2007, 2008, 2011, 2012, 2015, 2016, 2017

### Sénior Feminino
- Campeonato Nacional por Equipas (13)
  - 1957, 1958, 1959, 1960, 1963, 1968, 1972, 1973, 1975, 1976, 1977, 1991 e 1992
- Taça de Portugal (16)
  - 1959, 1960, 1962, 1972, 1974, 1976, 1977, 1978, 1981, 1982, 1988, 1989, 1990, 1991, 1992 e 2019

## Voleibol
Dados estabelecidos segundo o website oficial do Sporting - Última atualização: 26 de maio de 2019

### Sénior Masculino
- Campeonato Nacional (6)
  - 1953–54 • 1955–56 • 1991–92 • 1992–93 • 1993–94 • 2017–18
- Taça de Portugal (4)
  - 1990–91 • 1992–93 • 1994–95 • 2020-21
- Supertaça de Portugal (3)
  - 1990–91 • 1991–92 • 1992–93
- II Divisão (3)
  - 1958–59 • 1983–84 • 1984–85
- III Divisão (1)
  - 1982–83

### Sénior Feminino
- Taça de Portugal: 2
  - 1984–85 • 1985–86
- Supertaça: 1
  - 1986–87